# Ковент-гарден (район)
Ковент-гарден (англ. Covent Garden) — район у центрі Лондона, у східній частині Вест-Енду між Сент-Мартінс-лейн та Друрі-лейн
.
Район асоціюється з фруктовим і овочевим ринком, що був тут раніше на центральній площі, а зараз є популярним торговим місцем і туристичною пам'яткою разом з розміщеним тут Королівським будинком опери, відомим також, як «Ковент-гарден».
Район розділений головною артерією, вулицею Довгий Акр, на північ від якої розміщені невеличкі крамнички на провулку Ярд Ніла та дорожньої розв'язки Сім циферблатів, на південь — центральна площа з вуличними артистами та красивими будівлями, театрами та розважальними закладами, серед них Королівський театр Друрі-лейн та Лондонський музей громадського транспорту.
Хоча до XVI століття на цьому терені були переважно поля, район був ненадовго заселений, коли він був серцем англосаксонського міста Люденвік
.
Після того, як місто було закинуто, частина території була захищена стіною для використання як орних земель і фруктових садів Вестмінстерським абатством і мало назву сади абатства і монастиря (англ. "the garden of the Abbey and Convent").
Терен, вже під назвою «Ковент-гарден», був відібраний Генріхом VIII та подарований його сином Едуардом VI графу Бедфордському в 1552 році.
Той дав доручення Ініго Джонсу збудувати там гарні будинки, щоб залучити багатих орендарів.
Джонс спроектував площу з аркадами та церкву Святого Павла.
Дизайн площі був незвичайним для Лондона і вплинув на сучасне планування міста, зігравши роль прототипу для проектів нових районів у міру зростання Лондона
.
Невеликий фруктовий та овочевий ринок просто неба з'явився на південній стороні модної площі до 1654 року. Поступово і ринок, і околиці втратили престиж і славу, оскільки відкривалися таверни, театри, кав'ярні та публічні будинки. До XVIII-го століття терен став сумно відомим своєю великою кількістю публічних будинків. Було видано Парламентський Акт для контролю над територією та неокласична будівля була збудована у 1830 році, щоб дати дах ринку, а також легше його контролювати. Вільне місце на площі скорочувалося в міру зростання ринку та додавання нових будівель: Квіткового холла, Прокатного ринку та Ювілейного ринку у 1904 році.
До кінця 1960-х автомобільні корки стали створювати ще більші проблеми, і в 1974 році ринок був переміщений на місце Нового ринку Ковент-гарден, приблизно на 5 км на південний схід у район Дев'ять в'язів. Центральна будівля відкрилася знову в 1980 році як торговий центр і тепер є туристичною пам'яткою з кав'ярнями, пабами, маленькими крамничками та ремісничим ринком під назвою «Яблучний ринок» разом з іншими ринками в Ювілейному холлі.
Ковент-гарден належить до лондонських боро Вестмінстер і Кемден і парламентських округів Сіті-оф-Лондон і Вестмінстер, Голборн і Сент-Панкрас.
Район обслуговується лінією Пікаділлі, станція метро Ковент-гарден з 1907 року; 300-ярдова дистанція від станції метро Лестер-сквер є найкоротшою в Лондоні.